# Winfried Holzenkamp
Winfried Holzenkamp (* 1970) ist ein deutscher Kontrabassist und Tangomusiker.
Holzenkamp begann im Alter von siebzehn Jahren Kontrabass zu spielen und war zunächst Mitglied verschiedener Jugendorchester. Er erhielt Engagements an den Opernhäusern von Mönchengladbach und Köln, spielte Rundfunkaufnahmen beim WDR ein und unternahm Konzertreisen mit der Klassischen Philharmonie Bonn. An der Hochschule für Musik und Tanz Köln studierte er bis 2001 klassischen Kontrabass bei Veit-Peter Schüssler. Daneben nahm er Unterricht bei dem Jazz-Bassisten Dieter Manderscheid, spielte in einer Klezmer-Gruppe und gründete mit Murat Coskun ein Quartett für orientalische Musik (Döner four one).
Mit einem Stipendium des DAAD ging er nach seinem Konzertexamen für ein Jahr nach Buenos Aires und studierte dort an der Escuela de Música Popular de Avellaneda. Er wurde Mitglied des von Emilio Balcarce geleiteten Orquesta Escuela de Tango, mit dem er beim Tangofestival 2004 mit dem Solisten Gustavo Beytelmann am Teatro Colón auftrat und nahm privaten Unterricht bei Hector Console, Oscar Giunta, Alcides Rossi, Igancio Varchausky, Daniel Buono und Horacio Carbarcos.
Nach seiner Rückkehr aus Argentinien spielte Holzenkamp in verschiedenen Tango-Formationen, so dem Silencio Tango Orquesta Tipica, dem Orquesta Tipica Sabor a Tango von Peter Reil, im Duo mit Marcelo Nisinman sowie in Michael Zismans Trio und seinem Quintett 676 nuevo tango.

## Diskographie
- Gian Francesco Malipiero: Ricercari, for 11 instruments in: Christopher Hogwood: kammerorchester basel vol. 3, 2003
- Silencio, 2005
- Silencio live in Berlin
- Silencio an las almas
- Gabriel Vallejo: Un nuevo comenzo (mit Helena Rüegg, Stephan Breith)
- Marcelo Nisinman, Winfried Holzenkamp: Al Principio, Duos für Bandoneon und Kontrabass
- Marcelo Nisinman: Desvios (mit Araceli Fernández, Carlos Trafic, Hannu Siiskonen), 2007-08
- Michael Zisman con 676 nuevotango: Mi Bandoneon (mit Daniel Zisman, Theodoros Kapilidis, Richard Pizzorno), 2008
- Sabor a Tango live, 2010

## Weblink
- Homepage von Winfried Holzenkamp